# ラックズオン県

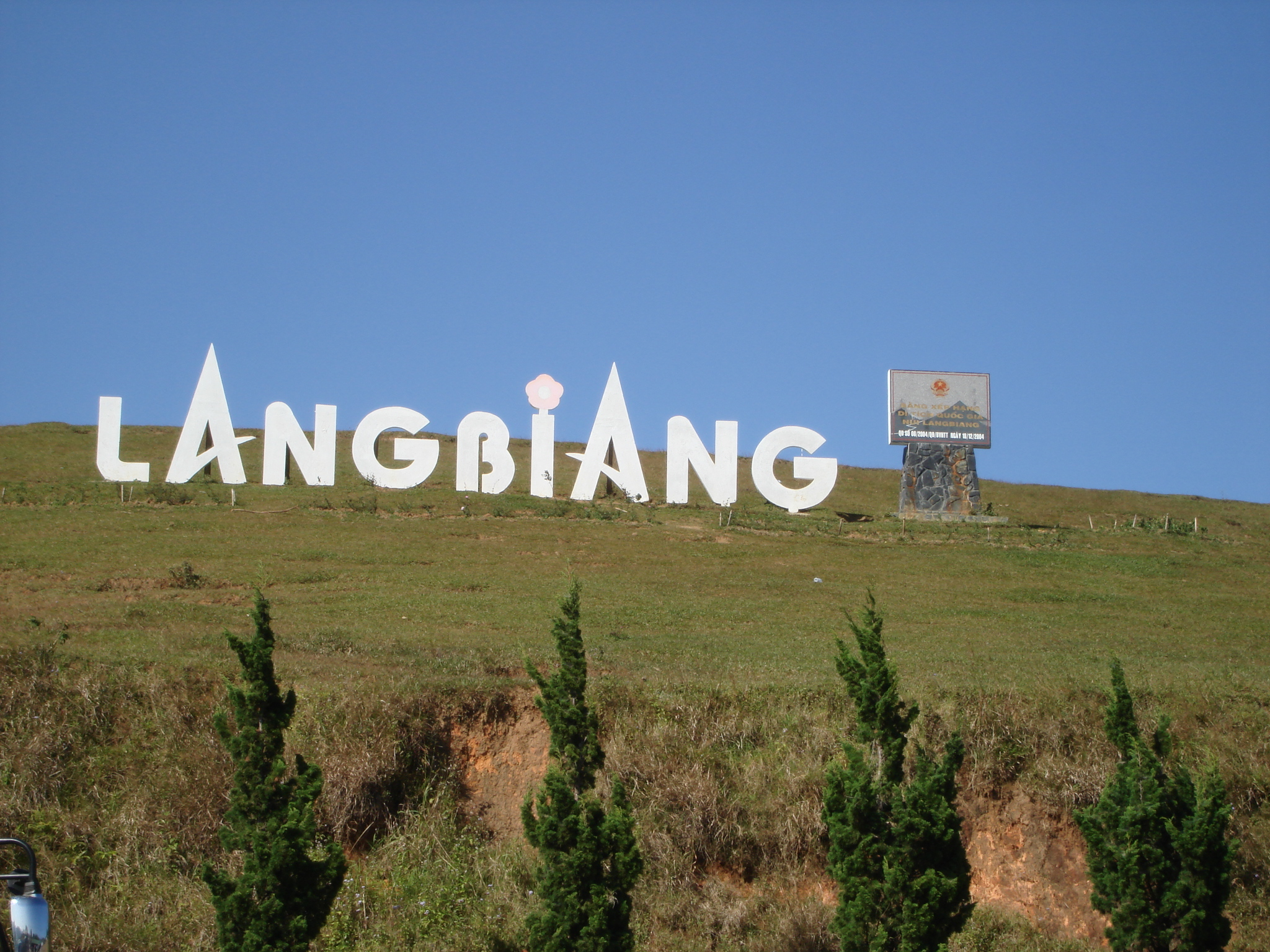

ラックズオン県（ラックズオンけん、ベトナム語：Huyện Lạc Dương / 縣樂陽?）は、ベトナム社会主義共和国ラムドン省に位置する県である。面積は1,316.3 km²、人口は25,050人（2018年）である。

## 行政区画
1市鎮5社から構成される。